# 屋敷二郎
屋敷 二郎（やしき じろう、1969年 - ）は、日本の法学者。専門は西洋法制史。学位は、博士（法学）。一橋大学副学長、一橋大学大学院法学研究科教授。法文化学会理事・元事務局代表。

## 人物
大阪府羽曳野市生まれ。大阪府立生野高等学校を経て、一橋大学大学院法学研究科・法学部では勝田有恒と山内進に師事。大学院博士後期課程在学中の1995年3月から12月まで日本学術振興会特別研究員としてドイツのケルン大学近世私法史研究所客員研究員を務めクラウス・ルーイク所長に師事。2006年4月から2007年9月まで、アレクサンダー・フォン・フンボルト財団給費生としてフンボルト大学ベルリン法学部客員研究員。
一橋大学大学院法学研究科専任講師、同助教授を経て、2010年から教授。2016年から2020年まで山崎耕一の後任として一橋大学社会科学古典資料センター教授兼務。2022年から法学部長。2024年から副学長。
フリードリヒ2世の法思想・国家思想や、近代ドイツの家族法とくに夫婦財産法、などについての研究を行う。ドロテーア・エルクスレーベン（ドイツで初めて博士号を取得した女性・医師）、エミリー・ケンピン（ヨーロッパで初めて法学博士号を取得した女性）、アルトゥール・ヌスバウム（法事実研究の創始者）など、あまり日本での知名度の高くない人物をしばしば研究対象に選ぶ傾向がある。

## 略歴
- 1982年羽曳野市立羽曳が丘小学校卒業
- 1985年羽曳野市立峰塚中学校卒業
- 1988年大阪府立生野高等学校卒業
- 1992年一橋大学法学部卒業[6]
- 1994年一橋大学大学院法学研究科修士課程修了・修士（法学）[6]
- 1997年一橋大学大学院法学研究科博士後期課程修了・博士（法学）[6]
- 1994年4月〜1997年3月日本学術振興会特別研究員（DC1）[6]
- 1997年4月〜1997年6月日本学術振興会特別研究員（PD）[6]＊中途辞退。
- 1997年7月〜1999年3月一橋大学法学部専任講師[6]
- 1999年4月〜2003年1月一橋大学大学院法学研究科専任講師[6]
- 2003年2月〜2007年3月一橋大学大学院法学研究科助教授[6]
- 2007年4月〜2010年4月一橋大学大学院法学研究科法学部准教授[6]
- 2010年5月一橋大学大学院法学研究科教授[6]
- 2016年6月〜2020年3月一橋大学社会科学古典資料センター教授[6]
- 2020年4月～2024年3月一橋大学大学院法学研究科長・法学部長、一橋大学大学院法学研究科グローバル・ガバナンス研究センター長、一橋大学教育研究評議会評議員[6]
- 2024年9月～一橋大学副学長（グローバル連携担当）[6]

## 客員研究員・非常勤講師
- 1995年 ケルン大学近世私法史研究所客員研究員[6]
- 2000年 日本大学法学部非常勤講師[6]
- 2001年 獨協大学法学部非常勤講師[6]
- 2004年 大宮法科大学院大学法務研究科非常勤講師[6]
- 2004年 早稲田大学大学院法務研究科非常勤講師、成城大学法学部・大学院法学研究科非常勤講師[6]
- 2005年 専修大学法学部非常勤講師[6]
- 2006年 フンボルト大学ベルリン法学部客員研究員[6]
- 2007年 早稲田大学大学院法務研究科非常勤講師、成城大学大学院法学研究科非常勤講師、大宮法科大学院大学法務研究科非常勤講師[6]
- 2008年 慶應義塾大学大学院法務研究科非常勤講師[6]
- 2014年  大宮法科大学院大学法務研究科非常勤講師[6]

## 所属学会
- 2003年 法文化学会理事[6]
- 2006年 法文化学会事務局代表[6]

## 著作

### 著書
- 『紀律と啓蒙―フリードリヒ大王の啓蒙絶対主義』ミネルヴァ書房、1999年
- （共著）勝田有恒・森征一・山内進編『概説西洋法制史』ミネルヴァ書房、2004年
- （編著）『夫婦』国際書院、2012年
- 『フリードリヒ大王―祖国と寛容』山川出版社、2016年

### 編著
- 一橋法学・国際関係学レクチャーシリーズ刊行委員会編『教養としての法学・国際関係学 : 学問への旅のはじまり』国際書院 2024年

### 論文
- 「エミリー・ケンピン＝シュピーリ研究序説」一橋大学法学部創立50周年記念論文集刊行会『変動期における法と国際関係』有斐閣、2001年
- 「王の身体・法の身体―試論」森田成満編『法と身体』国際書院、2005年
- 「オットー・ギールケ」勝田有恒・山内進編『近世・近代ヨーロッパの法学者たち』ミネルヴァ書房、2008年
- 「ヨーロッパの共通法(ユス・コムーネ)経験と東アジア」水林彪編『東アジア法研究の現状と将来—伝統的法文化と近代法の継受』国際書院、2009年
- 「アルトゥール・ヌスバウムの法事実研究―講壇と法実務の間」鈴木秀光／高谷知佳／林真貴子／屋敷二郎編著『法の流通』慈学社、2009年
- 「初期近代ヨーロッパにおける正戦とプロパガンダ」阪口修平編『歴史と軍隊―軍事史の新しい地平』創元社、2010年
  - 他多数

### 訳書
- ピーター・スタイン『ローマ法とヨーロッパ』（監訳,藤本幸二,関良徳共訳）ミネルヴァ書房 2003年

## 監修
- ポール・ミッチェル他著『法の歴史大図鑑』河出書房新社 2024年